# Gauß-Krüger-Koordinatensystem
Das  Gauß-Krüger-Koordinatensystem ist ein kartesisches Koordinatensystem, das es ermöglicht, hinreichend kleine Gebiete der Erde mit metrischen Koordinaten (Rechtswert und Hochwert) konform (winkeltreu) zu verorten. Es handelt sich um eine winkeltreue transversale Zylinderabbildung (transversale Mercator-Projektion).

## Ursprung
Das System wurde von Carl Friedrich Gauß entwickelt, von Johann Heinrich Louis Krüger veröffentlicht und wird vor allem im deutschsprachigen Raum genutzt. Von 1935 bis 2010 wurde das gauß-krügersche System in ganz Deutschland als Grundlage für die Darstellung der Triangulationsergebnisse verwendet, später folgten die Niederlande, Schweden und Südafrika.
Viel früher hingegen nutzte das Militär das gaußsche Dreiecksnetz. Das Osnabrücker Land wurde von 1834 bis 1847, das Emsland von 1853 bis 1860 und Ostfriesland 1866 aufgenommen, im gleichen Jahr übernahm der preußische Generalstab die trigonometrischen, topografischen und kartografischen Arbeiten. Sehr viele amtliche topografische Kartenwerke, insbesondere großer und mittlerer Maßstäbe, bauen auf dem Gauß-Krüger-Koordinatensystem auf.

## Aufbau

### Meridianstreifen

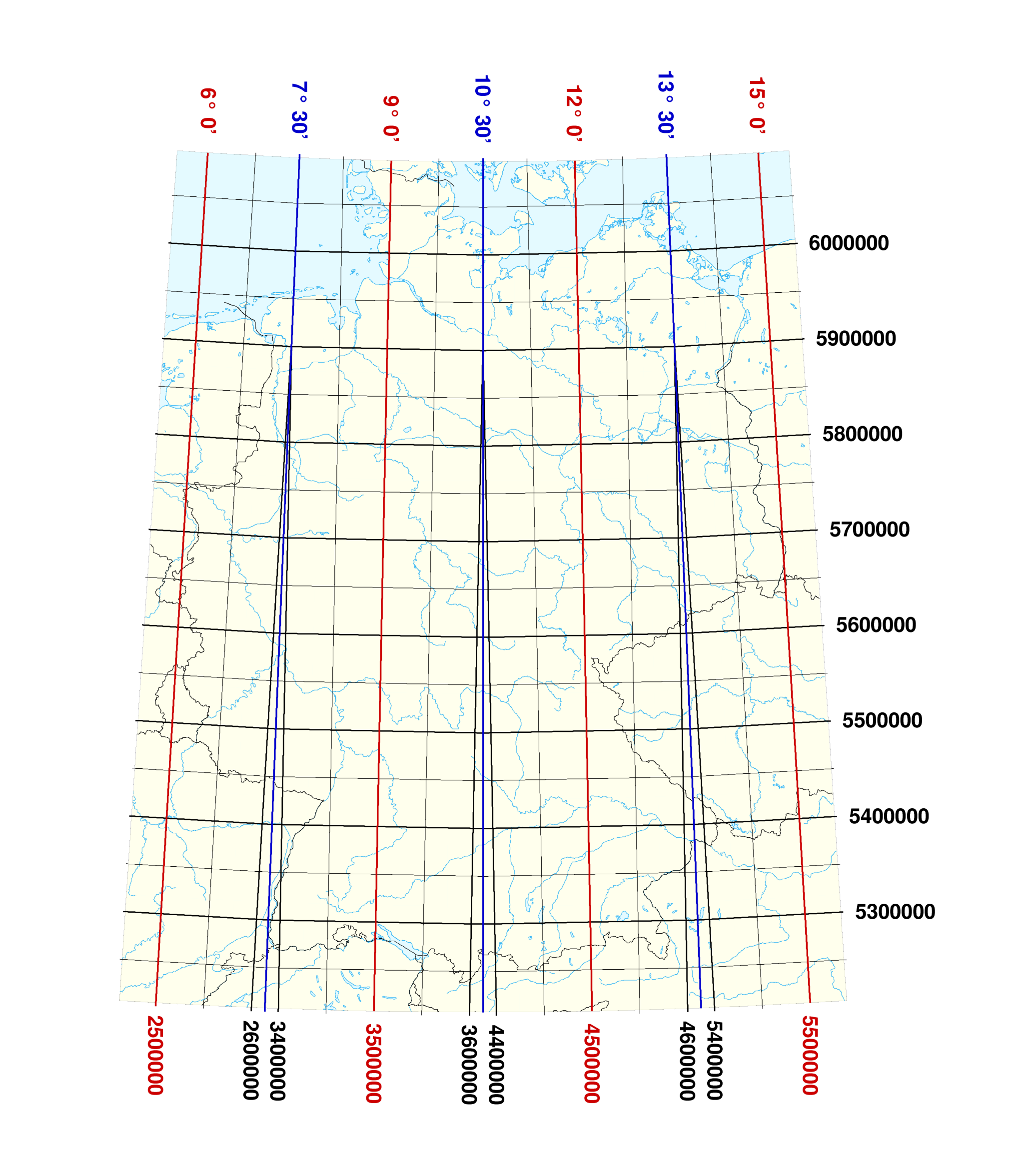
Ein Raster im Gauß-Krüger-Koordinatensystem mit einem Linienabstand von 50 km über eine Deutschlandkarte gelegt.
Die roten Linien markieren die Mittelmeridiane, die blauen Linien die Meridianstreifenränder.

Das Gitternetz der geographischen Koordinaten wird in 3° breite Meridianstreifen aufgeteilt (abgekürzt 3GK; eine Einteilung in 6° wird auch angewandt – abgekürzt 6GK). Jeder Meridianstreifen läuft parallel zu seinem Mittelmeridian vom Nord- zum Südpol. Die Mittelmeridiane benachbarter Meridianstreifen liegen demnach 3° (bzw. 6°) auseinander.
Jeder Meridianstreifen erhält eine Kennziffer (nur beim Gauß-Krüger-Meridianstreifensystem mit 3°-Streifen). Diese leitet sich aus der Gradzahl Ost des Mittelmeridians (0°, 3°, 6°,…) ab:
Kennziffer = {0°, 3°, 6°, … , 351°, 354°, 357°} / 3°.
| Mittelmeridian | westliche Länge | westliche Länge | westliche Länge | westliche Länge | westliche Länge | westliche Länge |    | östliche Länge | östliche Länge | östliche Länge | östliche Länge | östliche Länge | östliche Länge |
| -------------- | --------------- | --------------- | --------------- | --------------- | --------------- | --------------- | -- | -------------- | -------------- | -------------- | -------------- | -------------- | -------------- |
| Längengrad     | …               | 15°             | 12°             | 9°              | 6°              | 3°              | 0° | 3°             | 6°             | 9°             | 12°            | 15°            | …              |
| Kennziffer     | …               | 115             | 116             | 117             | 118             | 119             | 0  | 1              | 2              | 3              | 4              | 5              | …              |

Der Meridianstreifen wird auf einen Zylindermantel winkeltreu (konform) abgebildet, dessen Achse in der Äquatorebene liegt und dessen Radius gleich dem Meridiankrümmungsradius des Referenzellipsoids ist. Der Zylinder berührt so die Erdfigur entlang des Mittelmeridians.

#### Überlappung
Nach einem Beschluss der Arbeitsgemeinschaft der Vermessungsverwaltungen der Länder der Bundesrepublik Deutschland (AdV) von 1966 hat jeder Meridianstreifen nach beiden Seiten je eine Ausdehnung von 1° 40' und nicht von der halben Streifenbreite 1° 30'. Dadurch überdecken sich zwei benachbarte Streifen mit einem 20 Längenminuten (im Mittel etwa 23 km) breiten Streifen. In dieser Überlappungszone werden für jeden Punkt die Koordinaten im jeweiligen Meridianstreifen und im benachbarten Meridianstreifen angegeben. So sind geodätische Messungen und Berechnungen in gewissen Umfang auch über den Streifenrand hinaus möglich, ohne den Streifen zu wechseln.

#### 6° breite Streifen
Alternativ wird in Osteuropa und Asien ein Nummerierungssystem verwendet, das der Zone 1 ebenfalls den Mittelmeridian 3° östlicher Länge zuweist, jedoch Zonen mit 6° Breite benutzt; in dieser Konvention entfällt die Zone 0; die höchste Zonen-Kennziffer ist 60 mit dem Mittelmeridian bei 3° westlicher Länge.
Der Mittelmeridian der Gauß-Krüger-Zone 21 liegt in diesem System nicht bei 63° östlicher Länge, sondern bei 123° östlicher Länge. Die östlichsten Gebiete Sibiriens liegen somit in den Zonen 31 und 32 mit den Mittelmeridianen bei 183° östlicher Länge = 177° westlicher Länge und 189° östlicher Länge = 171° westlicher Länge.

### Rechts- und Hochwert

Fiktives Koordinatensystem mit Rechts- und Hochwert.

Die eine Koordinate (Rechtswert) zählt vom Ursprung positiv nach Osten, die andere (Hochwert) positiv nach Gitternord. Für den Rechtswert wird häufig der Buchstabe Y und für den Hochwert X verwendet. Bei der Nennung von Koordinaten werden diese üblicherweise in der Reihenfolge Rechtswert und Hochwert angegeben. Rechts- und Hochwert werden in der SI-Einheit Meter angegeben. Man liest die Rechts- und Hochwerte wie in jedem kartesischen Koordinatensystem parallel zu den Achsen ab und nicht zu den bogenförmig verlaufenden Linien der Längen- und Breitenkreise.
Der Ursprung des Koordinatensystems ist:
- auf der Nordhalbkugel: der Schnittpunkt von Mittelmeridian und Äquator
- auf der Südhalbkugel: der (Schnittpunkt von Mittelmeridian und) Südpol.

So gibt der Rechtswert die (verzerrte) Entfernung vom Mittelmeridian bis zum betrachteten Punkt an und der Hochwert die Entfernung vom Äquator bzw. vom Südpol auf dem längentreu abgebildeten Mittelmeridian bis zum Ordinatenfußpunkt.
Dem Rechtswert wird noch die Kennziffer des Mittelmeridians bzw. des Meridianstreifens voran geschrieben; also auf Position der siebten Vorkommastelle.

#### False easting
Um negative Rechtswerte zu vermeiden, wird zum Rechtswert beim Gauß-Krüger-Meridianstreifensystem ein konstanter Wert addiert (false easting).
Dieser beträgt für Deutschland 500.000 m.
Im österreichischen Bundesmeldenetz (BMN) werden – abhängig vom Bezugsmeridian – folgende Werte addiert:
- Streifen M28: 150.000 m
- Streifen M31: 450.000 m
- Streifen M34: 750.000 m

#### Beispiel
Der Paradeplatz in Mannheim hat folgende Koordinaten
- in Grad gemäß WGS84: 49° 29′ 13.6″ N / 8° 27′ 58.6″ E
- Gauß-Krüger: Rechtswert Y = 3461404 m, Hochwert X = 5483498 m.

Aus dem Rechtswert ist durch die Kennziffer „3“ ersichtlich, dass die Gauß-Krüger-Zone 3 (mit dem Bezugsmeridian 9° Ost) verwendet wird. Da der „Rest“ 461.404 kleiner als 500.000 ist, ist ersichtlich, dass die Position westlich des Bezugsmeridians liegt.

### Unterschied zu UTM
Das UTM-Koordinaten- und das Gauß-Krüger-Meridianstreifensystem benutzen bis auf einen Maßstabsfaktor die gleichen Abbildungsgleichungen (transversale konforme Zylinderabbildung) zur Verebnung der Oberfläche des Erdellipsoids.
Der hauptsächliche Unterschied besteht darin, dass
- dem Gauß-Krüger-Meridianstreifensystem in Deutschland (ebenso in Österreich und anderen Staaten) das Bessel- oder das Krassowski-Ellipsoid sowie 3° breite Meridianstreifen zugrunde liegen,
- während sich UTM-Koordinaten auf das WGS84- bzw. das GRS80-Ellipsoid beziehen und 6° breite Meridianstreifen benutzen.

Mit wachsender Streifenbreite nehmen bei dieser konformen Abbildungsart die Streckenverzerrungen zum äußeren Rand der Streifen hin erheblich zu:
{\displaystyle {\frac {1}{\cos(y'/R)}}}
mit
- dem Abstand {\displaystyle y'} vom Mittelmeridian
- dem Erdradius {\displaystyle R}.

Zum Ausgleich der durch die breiteren Meridianstreifen bedingten stärkeren Längen- und Winkelverzerrungen an den Zonenrändern wird beim UTM-System ein Maßstabsfaktor von 0,9996 angebracht. Der Mittelmeridian wird dadurch um den Faktor 0,9996 = 40 cm / km verkürzt dargestellt. Mit zunehmendem Abstand vom Mittelmeridian nach Osten oder nach Westen verringert sich diese Verkürzung aufgrund der anwachsenden Abbildungsverzerrung innerhalb der Zone; bei etwa 180 km Abstand vom Mittelmeridian verschwindet die Längenverzerrung.
Bei den Gauß-Krüger-Koordinaten verzichtet man aufgrund der nur 3° breiten Streifen auf einen derartigen Maßstabsfaktor, da die Maximalverzerrungen noch innerhalb der praxisrelevanten Genauigkeiten liegen beziehungsweise für sehr genaue Anforderungen mit einfachen mathematischen Mitteln (Abbrechen der notwendigen Reihenentwicklung der Formeln nach dem zweiten Summanden) berücksichtigt werden können.
Das UTM-System unterscheidet sich auch bei der Benennung der Streifen und der Koordinaten vom Gauß-Krüger-System. Da das UTM-System ursprünglich als Meldesystem für das amerikanische Militär eingeführt wurde, ist die Benennung hier planquadratorientiert. Die Koordinatenwerte sollten zur Abgrenzung von denen des Gauß-Krüger-Systems (Rechts- und Hochwert) mit East und North bzw. Ost- und Nordwert bezeichnet werden.
Vereinfachte Zusammenfassung:
| Koordinatensystem           | Gauß-Krüger            | UTM               |
| --------------------------- | ---------------------- | ----------------- |
| Breite der Meridianstreifen | 3° (bzw. 6°)           | 6°                |
| Referenz-Ellipsoid          | Bessel bzw. Krassowski | WGS84 bzw. GRS80  |
| Maßstabsfaktor              | 1                      | 0,9996            |
| Koordinatenwerte            | Rechts- und Hochwert   | Ost- und Nordwert |

## Gebrauch

### In Deutschland
In der deutschen Kartografie und Geodäsie wird als Referenzellipsoid das Bessel-Ellipsoid (in Teilen auch das Krassowski-Ellipsoid) genutzt.
Die räumliche Festlegung des Bessel-Ellipsoides zum Erdkörper – die Lagerung des Ellipsoides im Massenschwerpunkt der Erde und seine Orientierung zur Erdrotationsachse – erfolgte für das damalige Preußen ab 1832 mit Hilfe des Zentralpunktes Rauenberg im Berliner Ortsteil Tempelhof. Nach dessen Abtragung durch Kiesabbau wurde um 1910 der Zentralpunkt des Netzes rechnerisch auf den Helmertturm in Potsdam übertragen, daher wird das geodätische Datum dieses Systems häufig fälschlicherweise auch als Potsdam-Datum bezeichnet. Dieses Rauenberg-Datum ist auch Grundlage des Deutschen Hauptdreiecksnetzes (DHDN).
In der DDR wurde das Krassowski-Ellipsoid als Grundlage verwendet. In den neuen Bundesländern wurde es noch übergangsweise angewendet, so in Mecklenburg-Vorpommern bis etwa 2007. Dagegen wurde bei den Landesvermessungsämtern seit den 1990er Jahren von Gauß-Krüger- auf UTM-Koordinaten umgestellt. Ziel der Umstellung war es, im vereinten Deutschland ein einheitliches geodätisches Bezugssystem zu schaffen.
Als international standardisierte Bezeichnung werden durch das OGC die EPSG Codes (European Petroleum Survey Group Codes) verwendet. Für die in Deutschland bzw. im Gebiet des ehemaligen Deutschen Reiches verwendeten Meridianstreifen gelten folgende Bezeichnungen:
- 31466 für den Meridianstreifen mit der Kennziffer 2
- 31467 für den Meridianstreifen mit der Kennziffer 3
- 31468 für den Meridianstreifen mit der Kennziffer 4
- 31469 für den Meridianstreifen mit der Kennziffer 5

Derzeit findet sich noch eine Reihe von Geodatendiensten mit falschen (31492–31495) oder alten Kennungen (31462–31465). Die Systeme mit alter und neuer Kennung unterscheiden sich in der Reihenfolge der Koordinatenwerte:
- alt: Rechtswert, Hochwert
- neu: Hochwert, Rechtswert.

### In Russland
Traditionell wurde in der Sowjetunion das Krassowski-Ellipsoid verwendet. Dies gilt auch weitgehend für die Nachfolgestaaten. So benutzt man z. B. in Russland die Gauß-Krüger-Projektion unter Verwendung des Krassowski-Ellipsoids.

### In Österreich
In Österreich wird für das Österreichische Bundesmeldenetz das Datum Austria verwendet, das auf einem verschobenen Bessel-Ellipsoid beruht. Zunehmend wird bei den Behörden und anderen Organisationen auch das UTM-Koordinatensystem angewandt, während das Bundesheer angelehnt an die NATO auch das MGRS-System verwendet.
In der Praxis wird überwiegend das Gauß-Krüger-Koordinatensystem verwendet. Dementsprechend werden beispielsweise im Tiefbau, Wasserbau und dergleichen Gauß-Krüger-Koordinaten in CAD-Systemen als Referenz angewandt (z. B. das Weltkoordinatensystem der CAD-Software AutoCAD). Das Koordinatensystem der CAD-Software (z. B. Weltkoordinaten von AutoCAD) entspricht dann dem Gauß-Krüger-Koordinatensystem.

### In Finnland
Die von 1970 bis 2005 erschienenen topographischen Karten (bzw. bis 2003 produzierten nautischen Karten) Finnlands verwenden das landesweit eindeutige YKJ-Koordinatensystem (yhtenäiskoordinaattijärjestelmä).
Das System gibt mit zwei siebenstelligen Zahlen (Rechtswert und Hochwert) den Standort mit einer Genauigkeit von einem Meter an. Es bezieht sich auf den 27. östlichen Längengrad mit einer Ostverschiebung (false easting) von 3.500.000 Metern und einem Maßstabsfaktor von 1. Als geodätisches Datum wird das Referenzellipsoid von 1924 nach Hayford verwendet.
Das YKJ-Koordinatensystem wird gegenwärtig abgelöst von EUREF-FIN, der nationalen Umsetzung der ETRS89.